# Nombres d'Stirling del primer tipus
En matemàtiques, especialment en combinatòria, els nombres d'Stirling del primer tipus sorgeixen en l'estudi de les permutacions. En particular, els nombres de Stirling sense signe del primer tipus compten les permutacions segons el seu nombre de cicles (comptant els punts fixos com a cicles de longitud 1).
Els nombres de Stirling del primer i del segon tipus es poden entendre com a inversos els uns dels altres quan es consideren matrius triangulars. Aquest article està dedicat a les especificitats dels números de Stirling del primer tipus. Les identitats que uneixen els dos tipus apareixen a l'article sobre els números de Stirling.

## Definicions

### Definició per àlgebra
Els números de Stirling signats del primer tipus són els coeficients {\displaystyle s(n,k)} en l'expansió del factorial caiguda
{\displaystyle (x)_{n}=x(x-1)(x-2)\cdots (x-n+1)}
en potències de la variable {\displaystyle x} :
{\displaystyle (x)_{n}=\sum _{k=0}^{n}s(n,k)x^{k},}
Per exemple, {\displaystyle (x)_{3}=x(x-1)(x-2)=x^{3}-3x^{2}+2x}, conduint als valors {\displaystyle s(3,3)=1}, {\displaystyle s(3,2)=-3}, i {\displaystyle s(3,1)=2}.
Els nombres de Stirling sense signe també es poden definir algebraicament com els coeficients del factorial creixent:
{\displaystyle x^{\overline {n}}=x(x+1)\cdots (x+n-1)=\sum _{k=0}^{n}\left[{n \atop k}\right]x^{k}}
Les anotacions utilitzades en aquesta pàgina per als números de Stirling no són universals i poden entrar en conflicte amb les anotacions d'altres fonts; la notació de claudàtors {\displaystyle \left[{n \atop k}\right]} també és una notació comuna per als coeficients gaussians.

### Definició per permutació

Posteriorment, es va descobrir que els valors absoluts {\displaystyle |s(n,k)|} d'aquests nombres són iguals al nombre de permutacions de certs tipus. Aquests valors absoluts, que es coneixen com a nombres de Stirling sense signe del primer tipus, sovint es denoten {\displaystyle c(n,k)} o {\displaystyle \left[{n \atop k}\right]}. Es poden definir directament com el nombre de permutacions de {\displaystyle n} elements amb {\displaystyle k} cicles discontinus.
Per exemple, de la {\displaystyle 3!=6} permutacions de tres elements, hi ha una permutació amb tres cicles (la permutació d'identitat, donada en notació d'una línia per {\displaystyle 123} o en notació de cicle per {\displaystyle (1)(2)(3)} ), tres permutacions amb dos cicles ( {\displaystyle 132=(1)(23)}, {\displaystyle 213=(12)(3)}, i {\displaystyle 321=(13)(2)} ) i dues permutacions amb un cicle ( {\displaystyle 312=(132)} i {\displaystyle 231=(123)} ). Així {\displaystyle \left[{3 \atop 3}\right]=1}, {\displaystyle \left[{3 \atop 2}\right]=3,} i {\displaystyle \left[{3 \atop 1}\right]=2}. Es pot veure que aquests concorden amb els càlculs algebraics anteriors de {\displaystyle s(n,k)} per {\displaystyle n=3}.

## Taula de valors
A continuació es mostra una matriu triangular de valors sense signe per als nombres de Stirling del primer tipus, de forma similar al triangle de Pascal. Aquests valors són fàcils de generar mitjançant la relació de recurrència de la secció anterior.
| k | 0 | 1     | 2       | 3      | 4      | 5     | 6     | 7   | 8   | 9 |
| - | - | ----- | ------- | ------ | ------ | ----- | ----- | --- | --- | - |
| 0 | 1 |       |         |        |        |       |       |     |     |   |
| 1 | 0 | 1     |         |        |        |       |       |     |     |   |
| 2 | 0 | –1    | 1       |        |        |       |       |     |     |   |
| 3 | 0 | 2     | –3      | 1      |        |       |       |     |     |   |
| 4 | 0 | –6    | 11      | –6     | 1      |       |       |     |     |   |
| 5 | 0 | 24    | –50     | 35     | –10    | 1     |       |     |     |   |
| 6 | 0 | –120  | 274     | –225   | 85     | –15   | 1     |     |     |   |
| 7 | 0 | 720   | –1764   | 1624   | –735   | 175   | –21   | 1   |     |   |
| 8 | 0 | –5040 | 13068   | –13132 | 6769   | –1960 | 322   | –28 | 1   |   |
| 9 | 0 | 40320 | –109584 | 118124 | –67284 | 22449 | –4536 | 546 | –36 | 1 |